# Sarcopyreniaceae
Sarcopyreniaceae is een botanische naam voor een familie van korstmossen behorend tot de orde Verrucariales. 
De familie bestaat uit het volgende  geslacht:
- Sarcopyrenia